# El Chavo canta - ¡Eso, eso, eso...!
El Chavo Canta - ¡Eso, Eso, Eso...!, es el cuarto álbum de estudio del comediante mexicano Chespirito, lanzado en 1979 por Philips Records en México. A raíz del éxito que protagonizaban las series El Chavo del Ocho y El Chapulín Colorado. Todas las canciones fueron compuestas por el mismo comediante y fueron interpretadas por los actores que interpretadaban a los personajes del Chavo.

## Lista de canciones
Todas las canciones escritas y compuestas por Chespirito. 
| Canciones |                                 |          |  |
| N.º       | Título                          | Duración |  |
| 1.        | «Gracias Cri Cri»               | 2:57     |  |
| 2.        | «El ruido»                      | 2:47     |  |
| 3.        | «Campeón»                       | 2:34     |  |
| 4.        | «Eso, eso, eso»                 | 3:23     |  |
| 5.        | «El silencio»                   | 2:30     |  |
| 6.        | «Un rinconcito especial»        | 2:34     |  |
| 7.        | «Bailando turpa»                | 3:04     |  |
| 8.        | «El torpe»                      | 4:17     |  |
| 9.        | «El percance»                   | 3:12     |  |
| 10.       | «Quisiera haber sido un pastor» | 2:54     |  |
| 30:36     |                                 |          |  |

- Datos: Q18701390